# 瀑布列表
本列表將瀑布分到各大洲表列展示。另見世界三大瀑布。

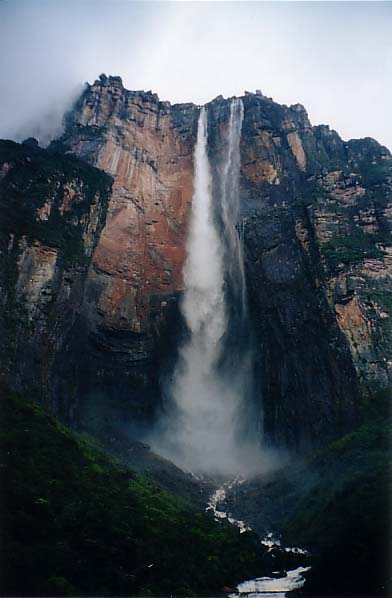
南美安赫爾瀑布——世界上落差最大的瀑布。

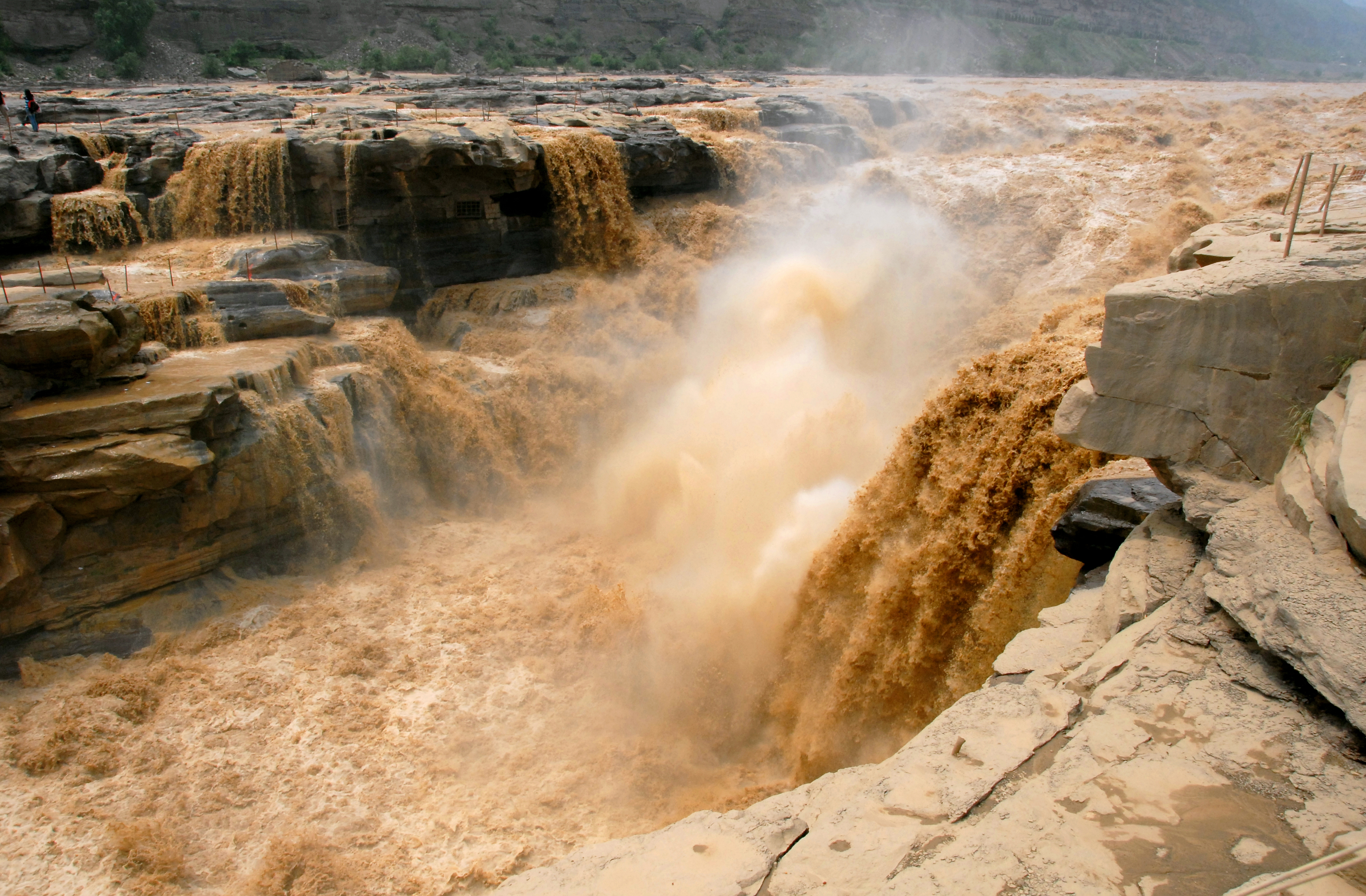
中國壺口瀑布

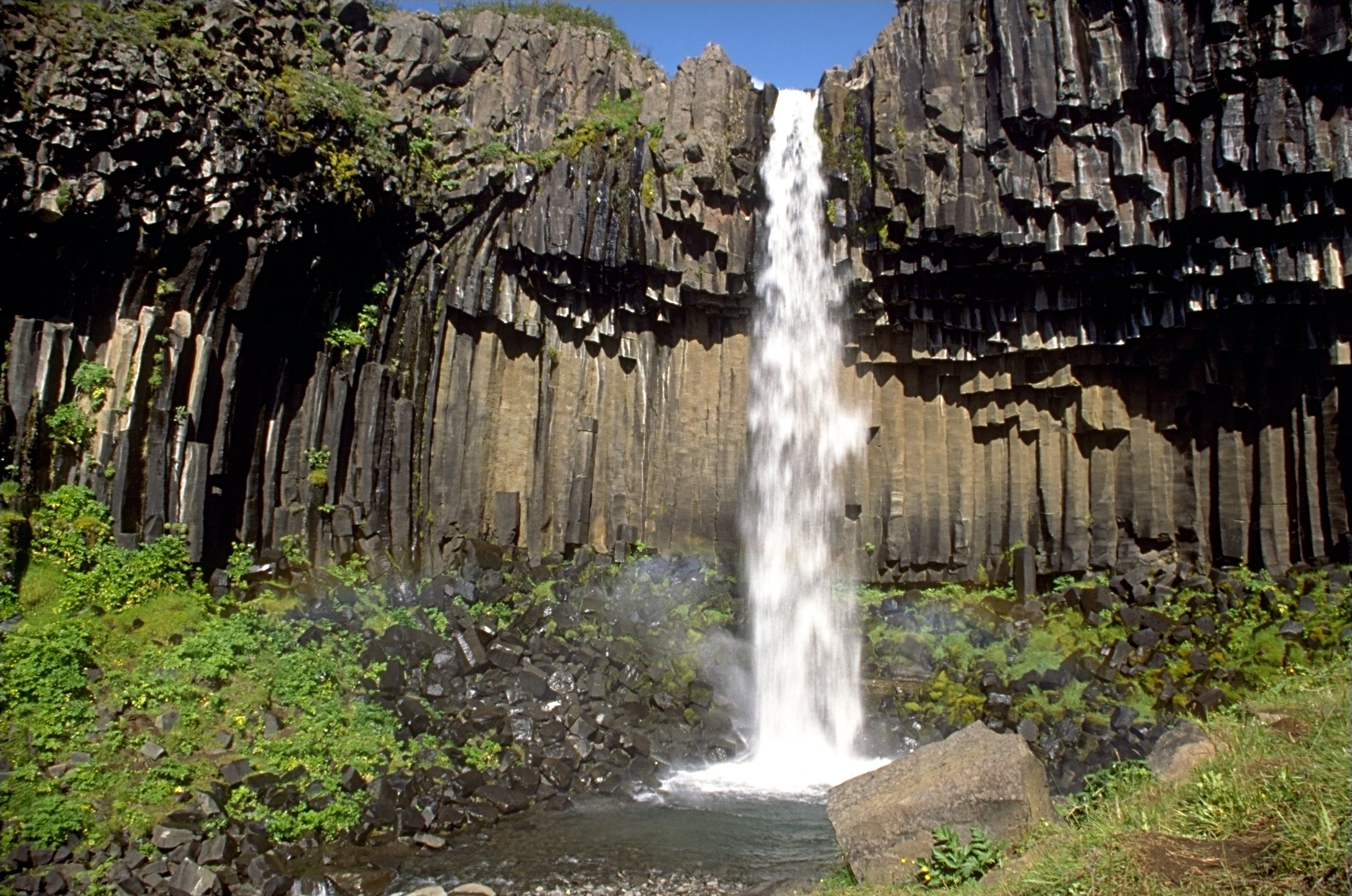
冰島斯瓦蒂瀑布

## 非洲

### 安哥拉
- 卡蘭杜拉瀑布，非洲第二高的瀑布。

### 布吉納法索
- Tagbaladougou Falls

### 刚果民主共和国
- 博约马瀑布（史丹利瀑布）
- 洛福伊瀑布
- 李文斯頓瀑布

### 中非
- Matakil Falls

### 
- Gauthiot Falls（英语：Gauthiot Falls）

### 衣索比亞
- 青尼羅河瀑布

### 
- 博提瀑布（Boti Falls）
- 金坦波瀑布（Kintampo Waterfalls）
- 塔格博瀑布（Tagbo Falls）
- 威利瀑布（Wli Waterfalls）

### 几内亚
- Tinkisso Falls（英语：Tinkisso Falls）

### 賴索托
- 馬萊楚尼亞內瀑布（Maletsunyane Falls）

### 利比亞
- 德爾納瀑布

### 马达加斯加
- 曼德拉卡瀑布

### 
- 古伊納瀑布

### 摩洛哥
- 橄欖樹瀑布

### 纳米比亚
- 魯阿卡納瀑布，位於納米比亞北部的庫內納河河道上，瀑布高度120米，闊度可達700米。
- 埃普帕瀑布，（Epupa Falls）位於安哥拉和納米比亞接壤邊界的庫內納河上。

### 南非
- 奥葛拉比瀑布（英语：Augrabies Falls）
- 图盖拉瀑布，世界第二高的瀑布。

### 卢旺达
- 魯蘇莫瀑布

### 乌干达
- Sipi Falls（英语：Sipi Falls）
- 默奇森瀑布

### 尚比亞
- 卡兰博瀑布
- 维多利亚瀑布（莫西奥图尼亚瀑布） - 世界上最宽的瀑布
- 恩戈涅瀑布
- 查武馬瀑布

### 辛巴威
- Mutarazi Falls（英语：Mutarazi Falls）

## 北美洲

### 格陵兰
- Qorlortorsuaq瀑布

### 加拿大

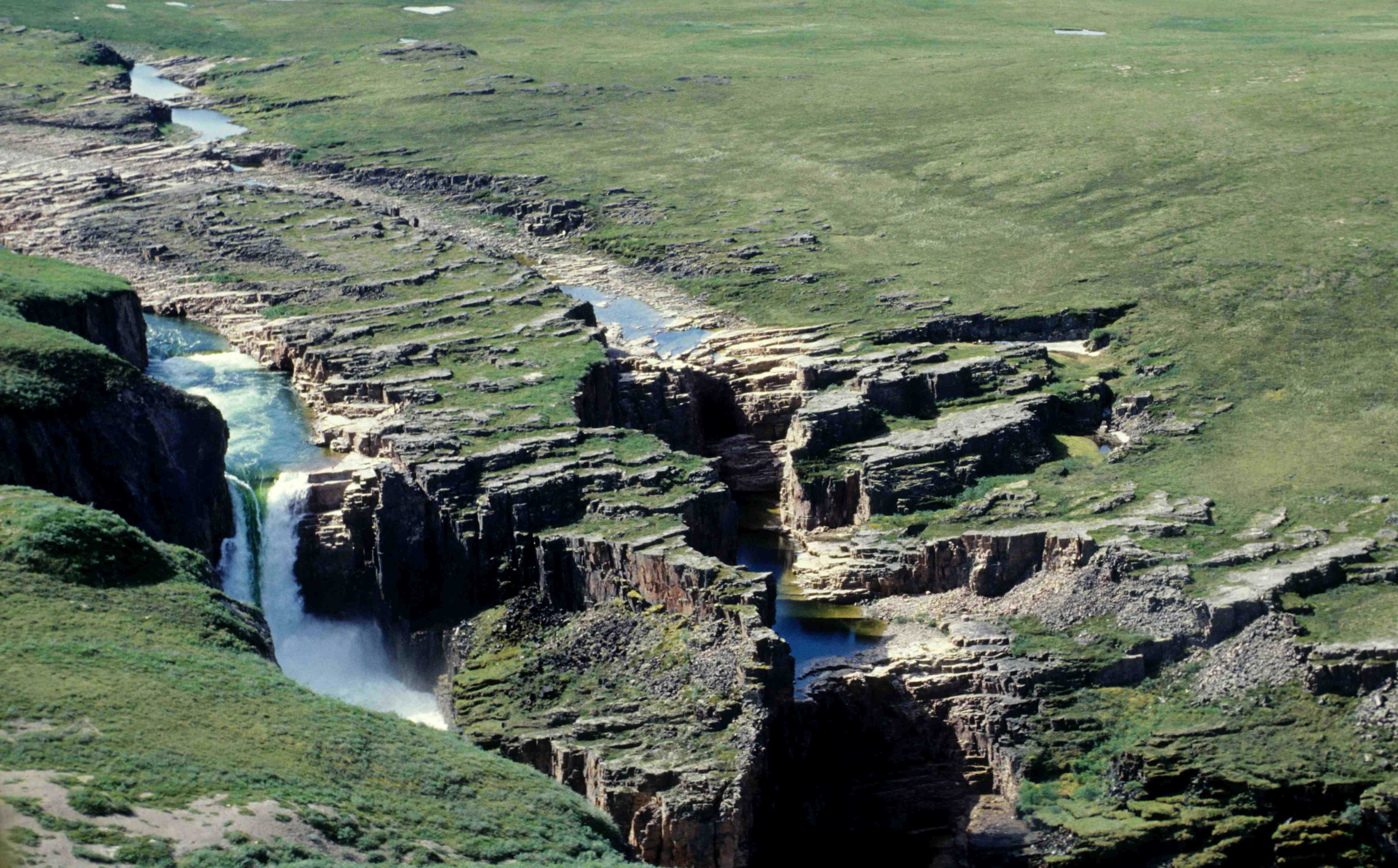
威尔伯福斯瀑布

- 德拉瀑布 - 加拿大最高的瀑布，高达440米。
- Emperor Falls - 洛布逊山省立公园
- Hunlen Falls
- 塔卡考瀑布 - 幽鹤国家公园
- Twin Falls - 幽鹤国家公园
- 弓河瀑布 - 班芙国家公园
- 辛華達瀑布 - 賈斯珀國家公園
- 安大略省 尼亚加拉瀑布 - 落差約52米（173呎）
- 魁北克省 蒙特伦西瀑布 - 83米
- 紐芬蘭與拉布拉多省 Churchill Falls - 世界上最大的地下水力发电厂。
- 紐芬蘭與拉布拉多省 Pissing Mare Falls - 格罗斯莫讷国家公园 - 落差564米
- 维吉尼亚瀑布 - 约汉尼河
- 威尔伯福斯瀑布 - 胡德河（北极圈内最高的瀑布）

### 美国

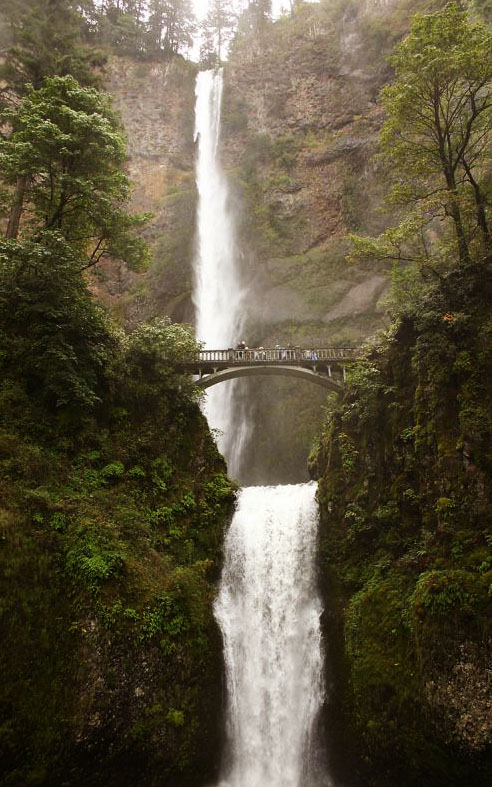
Multnomah瀑布, Oregon

- 华盛顿州 殖民地溪瀑布（Colonial Creek Falls）
- 俄勒冈州 马特诺玛瀑布 - 達189米（620公尺），有兩分層，分別達165米（542公尺）和21米（69公尺），終年流淌
- 俄勒冈州 沃森瀑布 - 83米（272公尺）sheer drop
- 俄勒冈州 Toketee瀑布 - 36 m (120 ft) drop in two steps, the latter of which is over柱狀玄武岩
- 俄勒冈州 温德米瀑布 - 落差12.2米（40公尺），宽457.2米（1500公尺），终年流淌
- 加利福尼亚州 约塞米蒂瀑布（Yosemite falls） - 北美最高的瀑布，達436米（1430呎）in one drop followed by 98 m (320 ft) in another,终年流淌
- 加利福尼亚州 里本瀑布 - 落差达491米
- 加利福尼亚州 银滩瀑布 - 落差达357米
- 加利福尼亚州 伯尼瀑布 - spring-fed, 39 m (129 ft) drop, 4 m³/s（141.26 ft³/s）constant flow rate
- 加利福尼亚州 Feather Falls - 195米（640公尺）high when flowing
- 加利福尼亚州 新娘面纱瀑布 - 189 m (620 ft) sheer drop when flowing
- 夏威夷州 阿卡卡瀑布 - 135 m (442 ft) sheer drop
- 爱达荷州 肖松尼瀑布, - 65米（212公尺）
- 怀俄明州 刘易斯瀑布，瀑布往下冲的高度约30英尺（9.1米）。
- 明尼苏达州 明尼哈哈瀑布 - 落差16米（53公尺）, with a flow that varies and can freeze in winter
- 明尼苏达州 圣安东尼瀑布 - 被水壩於十九世紀取代前，是密西西比河惟一的瀑布。
- 密西根州 塔库梅珑瀑布 - 落差15米（50公尺），宽61米（200公尺）
- 纽约州 托格汉诺克瀑布 - 66米（215公尺）single, vertical drop,终年不断流
- 纽约州 尼亚加拉瀑布，落差达52米（170公尺），终年不断流
- 纽约州 VerKeerderkill瀑布 - 72 ft sheer drop
- 纽约州 Indian Chimney瀑布 - 18 m (60 ft) drop, at Indian Chimney Farm
- 纽约州 伊萨卡瀑布 - 45米高，53米宽
- 新泽西州 帕特森 (新澤西州) Great Falls of the Passaic River - 23 m (77 ft) drop.
- 肯塔基州 坎伯兰瀑布 - 落差21米（69公尺）, home to moonbows when the moon is full,终年不断流
- 田纳西州 秋日河瀑布 - 78米（256公尺）sheer drop,  美国密西西比河以東最高的瀑布
- 北卡罗来纳州 米歇爾瀑布（Mitchell Falls）

### 墨西哥
- Basaseachic瀑布

## 南美洲

### 阿根廷/巴西
- 伊瓜苏瀑布，世界三大瀑布之一。

### 巴西
- Tabuleiro Falls（英语：Tabuleiro Falls）
- Cascata de Sete Lagoas（Sete Lagoas, 米納斯吉拉斯）
- Cachoeira da Fumaça（迪亞曼蒂納，米納斯吉拉斯）

### 巴西/巴拉圭
- 瓜伊拉瀑布

### 
- 凱厄圖爾瀑布 - 世界上最大的單一落差瀑布
- King Edward VIII Falls

### 委內瑞拉
- 安赫尔瀑布，世界上落差最大的瀑布，落差達979米（3,212呎）。
- Cuquenan Falls

### 智利
- Laja Falls（英语：Laja Falls）

## 亚洲

### 阿富汗
- Mahipar waterfall

### 印度
- Gersoppa Falls（英语：Gersoppa Falls）
- Athirampilly Falls（英语：Athirampilly Falls）
- Kuttraalam Falls（英语：Kuttraalam Falls）
- Vazhachaal Falls（英语：Vazhachaal Falls）
- Shivanasamudra Falls（英语：Shivanasamudra Falls）

### 伊朗
- Atashgah Falls
- Bahram Beigy Waterfall
- Bisheh Falls
- Boll Waterfall
- Ganjnameh Waterfall
- Golestan Falls
- Lar Waterfall
- Margoon Waterfall
- Masoule Falls
- Semirom Falls
- Shalmash Falls
- Shekarab waterfall

### 
- 朴淵瀑布，於朝鮮民主主義人民共和國的開城工業地區之北部郊區，為「松都三絕」之一。
- 東林瀑布，有朝鮮關西八景之一的美譽。

### 日本
- 稱名瀑布－為日本落差最大的瀑布，落差達350公尺。
- 那智瀑布－日本三名瀑之一，也是日本單一落差最大的瀑布。
- 袋田瀑布－日本三名瀑之一。
- 華嚴瀑布－日本三名瀑之一，落差97公尺，以自殺聞名。

### 
- 孔恩瀑布（Khone Falls）：位於寮國湄公河上，寬9.7公里，是世界上流水量最大的瀑布之一
- 关西瀑布：该瀑布是琅勃拉邦的旅游胜地。

### 斯里蘭卡
- Bambarakande Falls（英语：Bambarakande Falls） - 斯里蘭卡最高的瀑布，達263米高。
- Bambarakande Falls（英语：Diyaluma Falls） - most famous in Sri Lanka 220 m high

### 中国
- 百丈漈瀑布
- 大龙湫瀑布
- 三叠泉瀑布
- 大叠水瀑布
- 黄果树瀑布－中国最早游记记载的瀑布。
- 青龙瀑布
- 京东第一瀑－北京地區最大的瀑布。
- 德天瀑布－亞洲第一大跨國瀑布。
- 壶口瀑布
- 珍珠灘瀑布
- 諾日朗瀑布－中國最寬的瀑布。
- 吊水樓瀑布－中国東北知名的瀑布。
- 白水寨瀑布－中國落差最大瀑布。

#### 香港
- 照鏡潭瀑布，位於香港新界的大埔區和北區之船灣郊野公園。
- 梧桐寨瀑布 (主瀑)，又名林村瀑布，上下落差超過30米，是香港現存規模最大的瀑布。
- 羗山瀑布，在大嶼山之羗山蓬萊古洞以西約800米處，高20米。
- 黃龍石澗瀑布群 (左右爭珠、藏天瀑等)
- 銀龍石澗銀礦瀑
- 雙鹿石澗瀑布群 (鳴幽瀑、奔槽瀑等)

### 臺灣

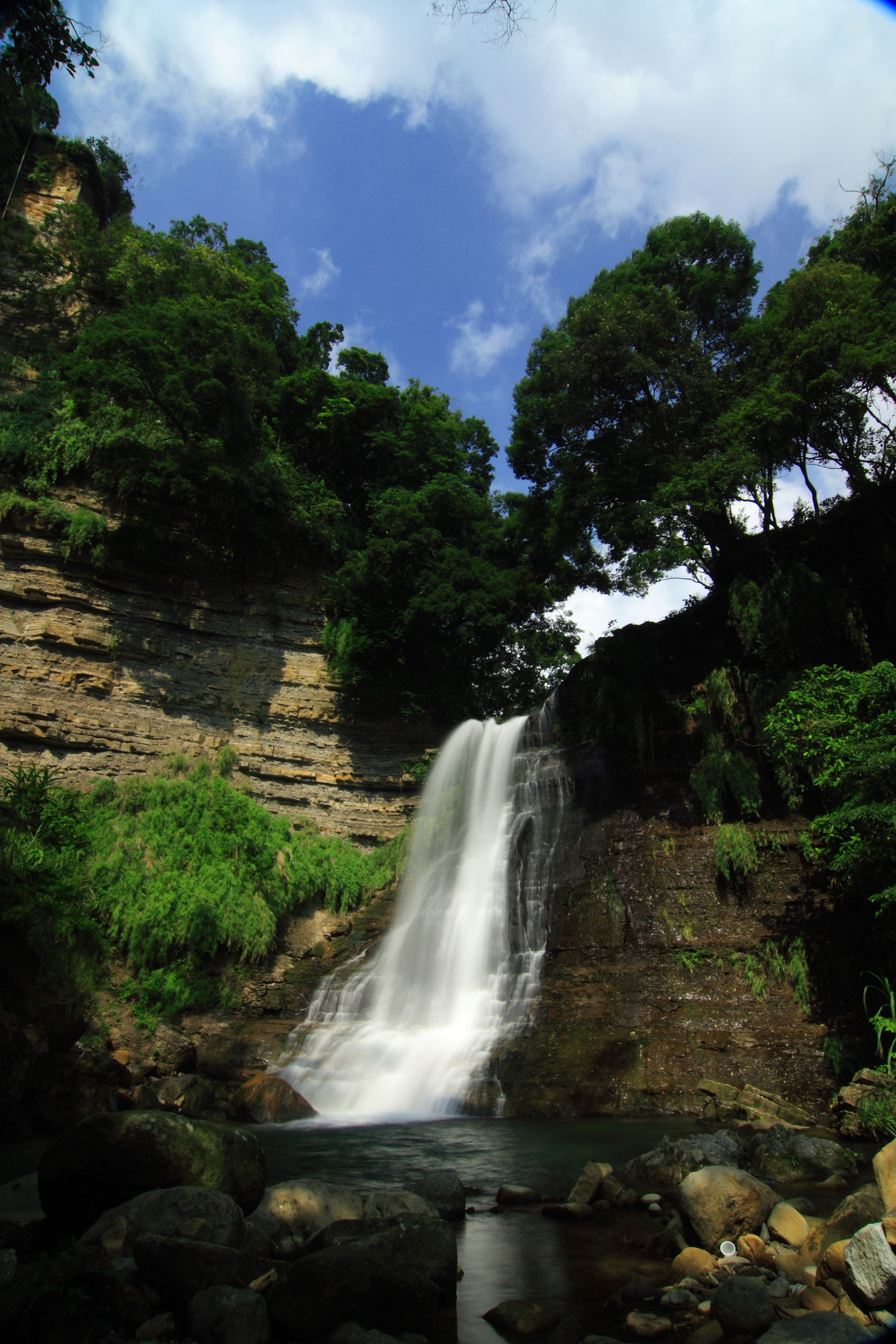
聖人瀑布

- 十分瀑布－為台灣規模最大的簾幕型瀑布，有台灣尼加拉瀑布之稱。
- 烏來瀑布－台灣北部最具規模的瀑布，瀑布上方建有觀光纜車，可通往瀑布上游的雲仙樂園。
- 小烏來瀑布－桃園最負盛名的瀑布，瀑布旁建有天空步道，可俯視瀑布全景。
- 青龍瀑布－杉林溪遊樂區內規模最大的瀑布，落差116公尺，曾作為電影的取景現場。
- 蛟龍瀑布－台灣落差最大的瀑布，總落差達846公尺，雨季時非常壯觀。
- 五峰旗瀑布－蘭陽八景之一，宜蘭最著名的瀑布。
- 白楊瀑布－花蓮著名的瀑布，位於太魯閣風景區之內。

## 欧洲

### 
- Pliva Waterfall - 20 m (65ft)

### ICE

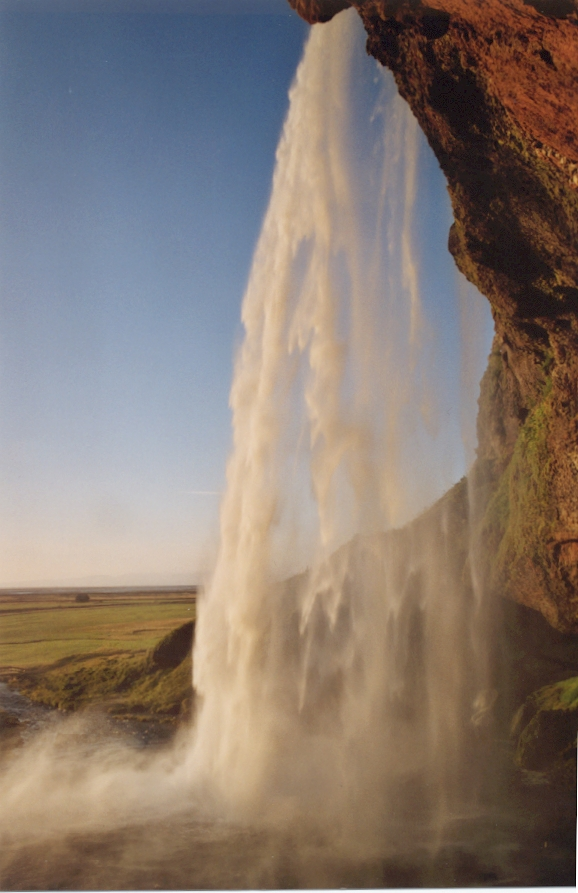
塞利亚兰瀑布

### 法國
- Gavarnie Falls

### 芬兰
- Hepoköngäs
- Kiutaköngäs
- Korkeakoski

### 冰島
- Aldeyjarfoss
- Barnafoss
- Fjallfoss
- Gjáin
- Glymur
- 居德瀑布
- Hafragilsfoss
- Háifoss
- Hengifoss
- Hraunfossar
- Ófærufoss
- Selfoss
- 塞利亚兰瀑布
- 斯瓦蒂瀑布

### 挪威
- Kjelfossen
- Søndre Mardalsfoss
- Mongefossen
- Tyssestrengene
- Ramnefjellsfossen（also known as Utigord Falls）

### 斯洛維尼亞
- Klonte Falls
- Lehnjak Falls
- Rinka Falls
- Waterfalls of Triglav national park
- Mostnice Falls
- Peričnik Falls
- Savica Falls

### 瑞士
- Engstligen Falls - Adelboden
- Giessbach Falls - 布里恩茨
- 萊辛巴赫瀑布 - 邁林根
- 萊茵瀑布 - 沙夫豪森
- Staubbach Falls - 盧達本納
- Trümmelbach Falls - 盧達本納

### 英国

#### 英格兰
- 考特利瀑布（英语：Cautley Spout） - 在約克郡谷地內，是英格蘭最高的瀑布。
- 艾斯加斯瀑布（英语：Aysgarth Falls） -約克郡谷地國家公園的一處景觀。
- Gaping Gill - "highest" unbroken waterfall in England, with water falling 110m from the surface into an underground cavern
- High Force - impressive and much-visited waterfall in England
- Low Force - downstream from High Force
- Hardraw Force - highest unbroken waterfall above ground
- Cauldron Snout - upstream from High Force, and at 200 feet one of England's highest
- Lydford Gorge - spectacular narrow gorge, with the 100-ft high White Lady Waterfall
- Canonteign Falls - 在德文郡的220呎高人工瀑布, part of some Victorian pleasure grounds

#### 苏格兰
- Eas Coul Aulin - 200 m（658 ft），英國最高的瀑布。
- Gray Mares Tail

#### 
- Hendryd Waterfall
- Pistyll Rhaeadr - 威爾士最高的瀑布。

## 大洋洲

### 
- 北领地 Jim Jim Falls
- 北领地 Twin Falls
- 昆士兰州 Wallaman Falls，澳洲最高的非間歇性瀑布
- 新南威爾士州 Govetts Leap，在Blackheath附近,653 m
- 新南威爾士州 Wollomombi Falls
- 新南威爾士州 溫特沃斯瀑布
- 新南威爾士州 Tin Mine Falls
- 維多利亞州 MacKenzie Falls, 格蘭坪國家公園
- 塔斯馬尼亞州 Montezuma Falls

### 夏威夷群岛
- ‘Akaka Falls - 422 ft drop
- Kahiwa Falls - 530 m（1,750 ft）
- Kahuna Falls
- Olo'upena Falls - 900 m (2953 ft) total drop.在摩洛凱島北岸。
- Papalaua Falls
- Rainbow Falls
- Wailua Falls
- Waipoo Falls

### 新西兰
- Aniwaniwa Falls
- Browne Falls
- Huka Falls
- Mokau Falls
- Purakaunui Falls
- 薩瑟蘭瀑布（英语：Sutherland Falls） - 南半球第一大瀑布。

### 法屬玻里尼西亞塔希提岛（大溪地）
- Fachoda Falls